# برايشت
برايشت هي قرية تقع في إقليم ياش في رومانيا وبلغ عدد سكانها 3,265 نسمة في عام 2002م.